# Сильваплана (озеро)
Сильвапла́на или Сильвапла́нерзе (нем. Silvaplanersee, романш. Lej da Silvaplauna) — высокогорное озеро в Верхнем Энгадине, кантон Граубюнден, Швейцария. Его имя происходит от названия расположенного на его берегу деревни Сильваплана. Площадь поверхности — 2,7 км². Высота над уровнем моря — 1790,54 м.
Озеро является средним в цепи трёх крупных озёр Верхнего Энгадина, расположено у начала подъёма к южному склону Юлийского перевала, между озёрами Зильсер и Санкт-Мориц.
Выносные отложения впадающего в озеро ручья Ова даль Валлун (романш. Ova dal Vallun) привели к разделению озера на две части, нижняя (северо-восточная) часть представляет собой отдельное озеро, имеющее название Лей да Чампфер (романш. Lej da Champfèr).

## Туризм и отдых
Благодаря устойчивым ветрам, дующим с перевала Малоя, озеро Сильваплана является популярным у виндсерфингистов, яхтсменов и кайтеров.
Южнее озера расположен горнолыжный регион Корвач.

## Фридрих Ницше на озере Сильваплана
Во время пребывания с 1881 года по 1888 год в деревне Зильс Мария (нем. Sils Maria), известный немецкий философ Фридрих Ницше часто гулял по берегу озера Сильваплана.
На берегу озера установлена памятная табличка в его честь.

## Галерея

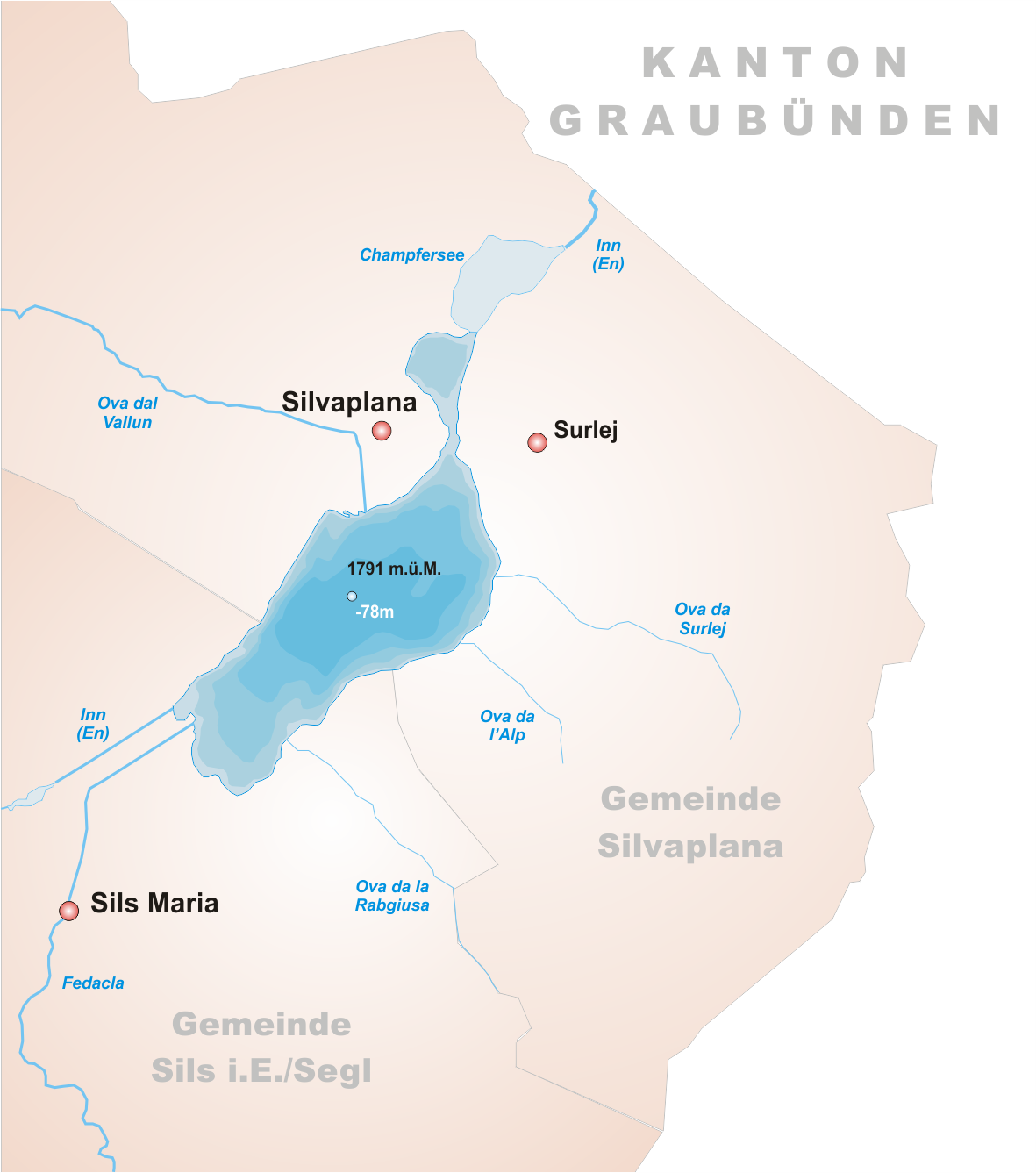
Озеро Сильваплана
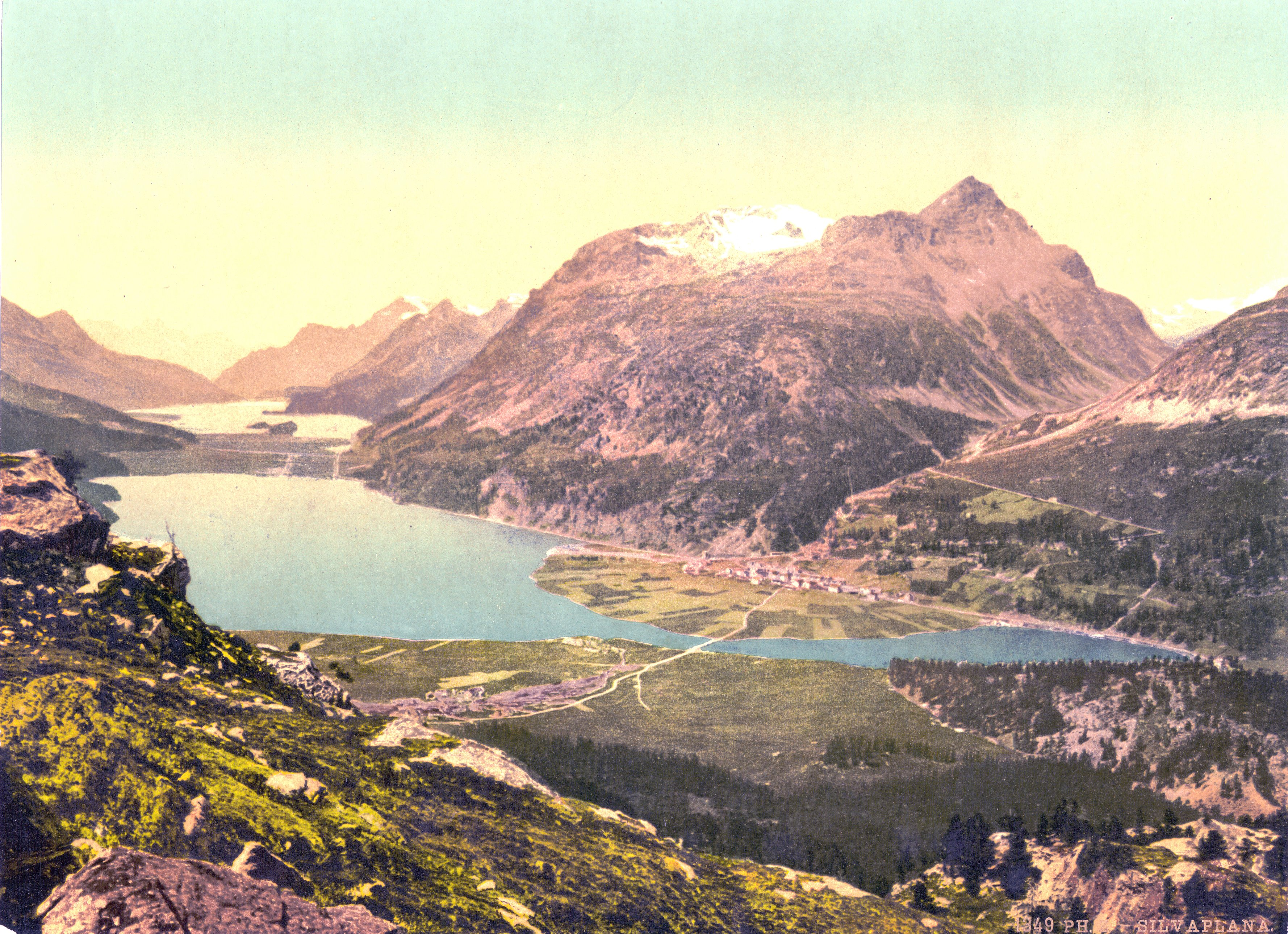
Озеро Сильваплана в 1900 году
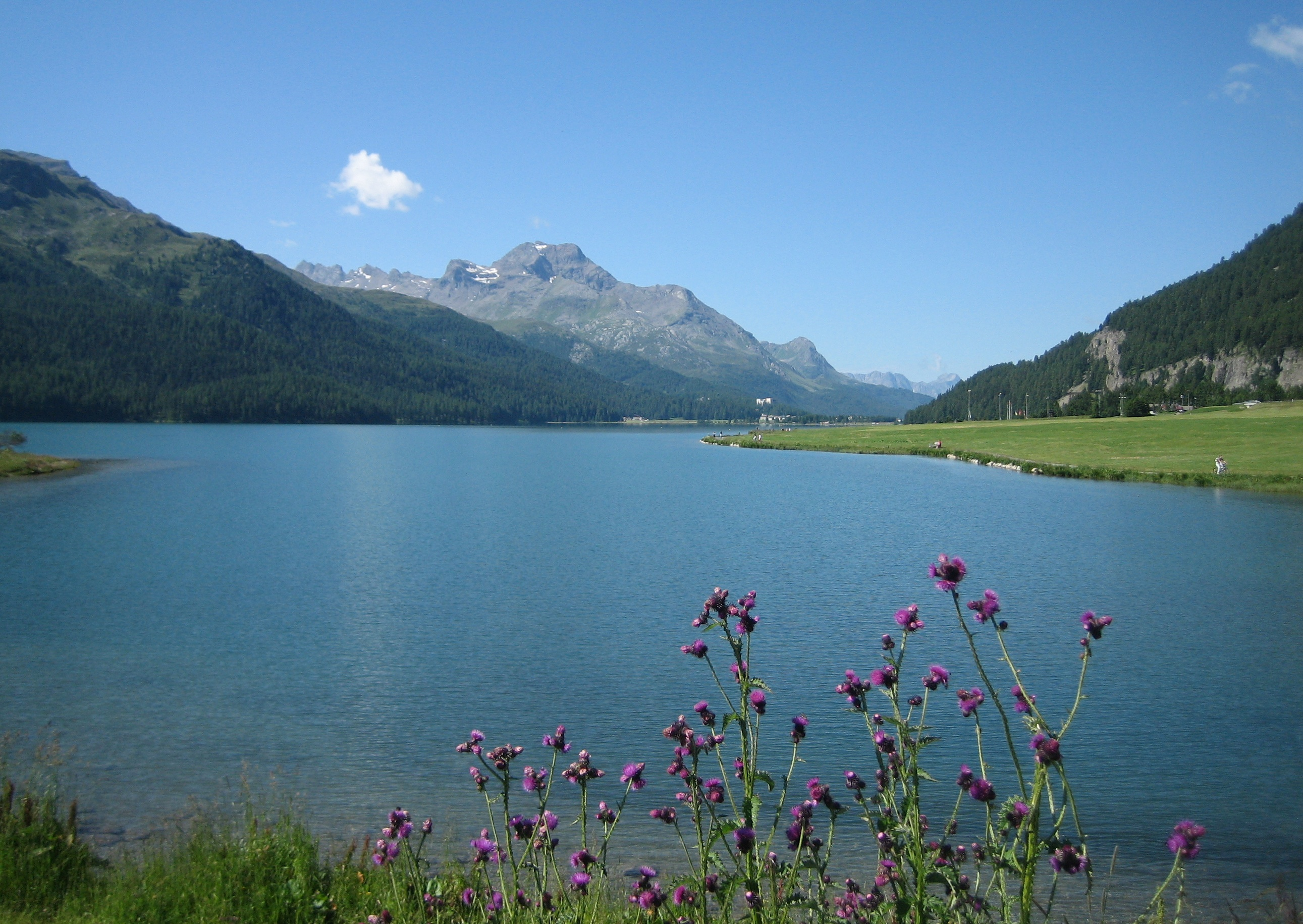
Вид на озеро Сильваплана
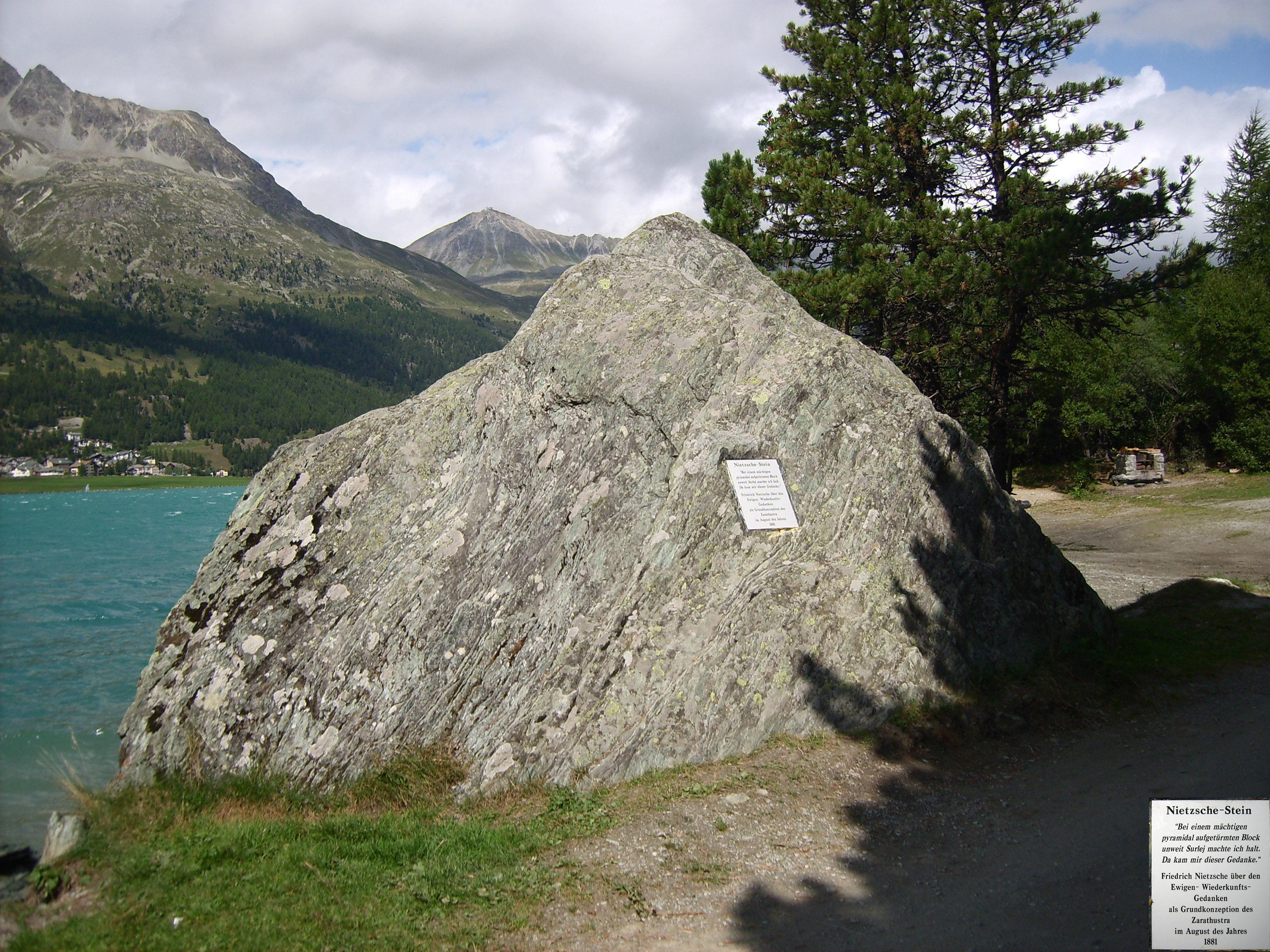
Памятная табличка с цитатой из Ницше на берегу озера